# 15e étape du Tour d'Italie 2013
La 15e étape du Tour d'Italie 2013 s'est déroulée le dimanche 19 mai 2013 entre Cesana Torinese et Les Granges du Galibier, 4,5 km avant le col du Galibier (commune de Valloire) où l'arrivée devait avoir lieu initialement. La distance totale de l'étape passe donc de 150 km à 145 km. Il s'agit de la première arrivée d'étape du Giro sur les pentes du col du Galibier. Cette étape marque la fin de la deuxième semaine de compétition, elle a lieu le jour avant la journée de repos prévue à Valloire.
Cette étape est remportée par l'Italien Giovanni Visconti sous une tempête de neige. La tête du classement général ne connaît pas de changement. Le maillot blanc de leader du classement de meilleur jeune passe des épaules du Polonais Rafał Majka à celles du Colombien Carlos Betancur. Bien que les deux soient arrivés respectivement quatrième et deuxième de l'étape, dans le même temps à 42 secondes du vainqueur, Betancur prend la tête du classement grâce aux douze secondes de bonifications attribuées au deuxième de l'étape.
Mauro Santambrogio est disqualifié après un contrôle positif à l'EPO effectué au terme de la première étape. Il perd les résultats et classements de cette étape.

## Déroulement de la course
Giovanni Visconti (Movistar) s'est imposé au sommet du Galibier en distancant ses compagnons d'échappée - Pieter Weening (Orica-GreenEdge), Miguel Angel Rubiano Chavez (Androni), Stefano Pirazzi (Bardiani), Francisco Bongiorno (Bardiani), Robinson Chalapud (Colombia), et Matteo Rabottini (Vini Fantini) - dans le Télégraphe. Plusieurs attaques ont eu lieu dans l'ascension finale de la part de Scarponi, Kelderman, Garate ou encore Sanchez. Malgré un gros coup de moins bien dans les deux derniers kilomètres, Visconti s'est imposé devant un trio composé de Carlos Betancur (AG2R La Mondiale), Przemysław Niemiec (Lampre-Merida) et Rafał Majka (Saxo-Tinkoff). Betancur a profité des bonifications pour reprendre le maillot blanc au Polonais. Vincenzo Nibali a fini 54 secondes avec Urán, Santambrogio et Evans.

## Résultats de l'étape

### Sprints
| 1. Sprint intermédiaire d'Aussois (km 89,9) | 1. Sprint intermédiaire d'Aussois (km 89,9) | 1. Sprint intermédiaire d'Aussois (km 89,9) | 1. Sprint intermédiaire d'Aussois (km 89,9) | 1. Sprint intermédiaire d'Aussois (km 89,9) | 1. Sprint intermédiaire d'Aussois (km 89,9) |
|                                             | Coureur                                     | Pays                                        | Équipe                                      |                                             | Point(s)                                    |
| ------------------------------------------- | ------------------------------------------- | ------------------------------------------- | ------------------------------------------- | ------------------------------------------- | ------------------------------------------- |
| 1er                                         | Miguel Ángel Rubiano                        | Colombie                                    | Androni Giocattoli-Venezuela                |                                             | 8                                           |
| 2e                                          | Giovanni Visconti                           | Italie                                      | Movistar                                    |                                             | 6                                           |
| 3e                                          | Matteo Rabottini                            | Italie                                      | Vini Fantini-Selle Italia                   |                                             | 4                                           |
| 4e                                          | Stefano Pirazzi                             | Italie                                      | Bardiani Valvole-CSF Inox                   |                                             | 3                                           |
| 5e                                          | Francesco Manuel Bongiorno                  | Italie                                      | Bardiani Valvole-CSF Inox                   |                                             | 2                                           |
| 6e                                          | Pieter Weening                              | Pays-Bas                                    | Orica-GreenEDGE                             |                                             | 1                                           |
| modifier                                    |                                             |                                             |                                             |                                             |                                             |

| 2. Sprint intermédiaire de Les Verneys (km 133,9) | 2. Sprint intermédiaire de Les Verneys (km 133,9) | 2. Sprint intermédiaire de Les Verneys (km 133,9) | 2. Sprint intermédiaire de Les Verneys (km 133,9) | 2. Sprint intermédiaire de Les Verneys (km 133,9) | 2. Sprint intermédiaire de Les Verneys (km 133,9) |
|                                                   | Coureur                                           | Pays                                              | Équipe                                            |                                                   | Point(s)                                          |
| ------------------------------------------------- | ------------------------------------------------- | ------------------------------------------------- | ------------------------------------------------- | ------------------------------------------------- | ------------------------------------------------- |
| 1er                                               | Giovanni Visconti                                 | Italie                                            | Movistar                                          |                                                   | 8                                                 |
| 2e                                                | Matteo Rabottini                                  | Italie                                            | Vini Fantini-Selle Italia                         |                                                   | 6                                                 |
| 3e                                                | Stefano Pirazzi                                   | Italie                                            | Bardiani Valvole-CSF Inox                         |                                                   | 4                                                 |
| 4e                                                | Pieter Weening                                    | Pays-Bas                                          | Orica-GreenEDGE                                   |                                                   | 3                                                 |
| 5e                                                | Robert Kišerlovski                                | Croatie                                           | RadioShack-Leopard                                |                                                   | 2                                                 |
| 6e                                                | Robert Gesink                                     | Pays-Bas                                          | Blanco                                            |                                                   | 1                                                 |
| modifier                                          |                                                   |                                                   |                                                   |                                                   |                                                   |

| Sprint final des Granges du Galibier (monument Pantani) (km 145) | Sprint final des Granges du Galibier (monument Pantani) (km 145) | Sprint final des Granges du Galibier (monument Pantani) (km 145) | Sprint final des Granges du Galibier (monument Pantani) (km 145) | Sprint final des Granges du Galibier (monument Pantani) (km 145) | Sprint final des Granges du Galibier (monument Pantani) (km 145) |
|                                                                  | Coureur                                                          | Pays                                                             | Équipe                                                           |                                                                  | Point(s)                                                         |
| ---------------------------------------------------------------- | ---------------------------------------------------------------- | ---------------------------------------------------------------- | ---------------------------------------------------------------- | ---------------------------------------------------------------- | ---------------------------------------------------------------- |
| 1er                                                              | Giovanni Visconti                                                | Italie                                                           | Movistar                                                         |                                                                  | 25                                                               |
| 2e                                                               | Carlos Betancur                                                  | Colombie                                                         | AG2R La Mondiale                                                 |                                                                  | 20                                                               |
| 3e                                                               | Przemysław Niemiec                                               | Pologne                                                          | Lampre-Merida                                                    |                                                                  | 16                                                               |
| 4e                                                               | Rafał Majka                                                      | Pologne                                                          | Saxo-Tinkoff                                                     |                                                                  | 14                                                               |
| 5e                                                               | Fabio Duarte                                                     | Colombie                                                         | Colombia                                                         |                                                                  | 12                                                               |
| 6e                                                               | Michele Scarponi                                                 | Italie                                                           | Lampre-Merida                                                    |                                                                  | 10                                                               |
| 7e                                                               | Vincenzo Nibali                                                  | Italie                                                           | Astana                                                           |                                                                  | 9                                                                |
| 8e                                                               | Cadel Evans                                                      | Australie                                                        | BMC Racing                                                       |                                                                  | 8                                                                |
| 9e                                                               | Mauro Santambrogio                                               | Italie                                                           | Vini Fantini-Selle Italia                                        |                                                                  | 7                                                                |
| 10e                                                              | Rigoberto Urán                                                   | Colombie                                                         | Sky                                                              |                                                                  | 6                                                                |
| 11e                                                              | Robert Kišerlovski                                               | Croatie                                                          | RadioShack-Leopard                                               |                                                                  | 5                                                                |
| 12e                                                              | Damiano Caruso                                                   | Italie                                                           | Cannondale                                                       |                                                                  | 4                                                                |
| 13e                                                              | Franco Pellizotti                                                | Italie                                                           | Androni Giocattoli-Venezuela                                     |                                                                  | 3                                                                |
| 14e                                                              | Wilco Kelderman                                                  | Pays-Bas                                                         | Blanco                                                           |                                                                  | 2                                                                |
| 15e                                                              | Yury Trofimov                                                    | Russie                                                           | Katusha                                                          |                                                                  | 1                                                                |
| modifier                                                         |                                                                  |                                                                  |                                                                  |                                                                  |                                                                  |

### Ascensions
| 1. Col du Mont-Cenis, 1re catégorie (km 58,6) | 1. Col du Mont-Cenis, 1re catégorie (km 58,6) | 1. Col du Mont-Cenis, 1re catégorie (km 58,6) | 1. Col du Mont-Cenis, 1re catégorie (km 58,6) | 1. Col du Mont-Cenis, 1re catégorie (km 58,6) | 1. Col du Mont-Cenis, 1re catégorie (km 58,6) |
|                                               | Coureur                                       | Pays                                          | Équipe                                        |                                               | Point(s)                                      |
| --------------------------------------------- | --------------------------------------------- | --------------------------------------------- | --------------------------------------------- | --------------------------------------------- | --------------------------------------------- |
| 1er                                           | Stefano Pirazzi                               | Italie                                        | Bardiani Valvole-CSF Inox                     |                                               | 15                                            |
| 2e                                            | Francesco Manuel Bongiorno                    | Italie                                        | Bardiani Valvole-CSF Inox                     |                                               | 9                                             |
| 3e                                            | Robinson Chalapud                             | Colombie                                      | Colombia                                      |                                               | 5                                             |
| 4e                                            | Pieter Weening                                | Pays-Bas                                      | Orica-GreenEDGE                               |                                               | 3                                             |
| 5e                                            | Giovanni Visconti                             | Italie                                        | Movisatar                                     |                                               | 2                                             |
| 6e                                            | Matteo Rabottini                              | Italie                                        | Vini Fantini-Selle Italia                     |                                               | 1                                             |
| modifier                                      |                                               |                                               |                                               |                                               |                                               |

| 2. Col du Télégraphe, 2e catégorie (km 126,1) | 2. Col du Télégraphe, 2e catégorie (km 126,1) | 2. Col du Télégraphe, 2e catégorie (km 126,1) | 2. Col du Télégraphe, 2e catégorie (km 126,1) | 2. Col du Télégraphe, 2e catégorie (km 126,1) | 2. Col du Télégraphe, 2e catégorie (km 126,1) |
|                                               | Coureur                                       | Pays                                          | Équipe                                        |                                               | Point(s)                                      |
| --------------------------------------------- | --------------------------------------------- | --------------------------------------------- | --------------------------------------------- | --------------------------------------------- | --------------------------------------------- |
| 1er                                           | Giovanni Visconti                             | Italie                                        | Movisatar                                     |                                               | 9                                             |
| 2e                                            | Pieter Weening                                | Pays-Bas                                      | Orica-GreenEDGE                               |                                               | 5                                             |
| 3e                                            | Stefano Pirazzi                               | Italie                                        | Bardiani Valvole-CSF Inox                     |                                               | 3                                             |
| 4e                                            | Matteo Rabottini                              | Italie                                        | Vini Fantini-Selle Italia                     |                                               | 2                                             |
| 5e                                            | Miguel Ángel Rubiano                          | Colombie                                      | Androni Giocattoli-Venezuela                  |                                               | 1                                             |
| modifier                                      |                                               |                                               |                                               |                                               |                                               |

| 3. Les Granges du Galibier (monument Pantani), 1re catégorie (km 145) | 3. Les Granges du Galibier (monument Pantani), 1re catégorie (km 145) | 3. Les Granges du Galibier (monument Pantani), 1re catégorie (km 145) | 3. Les Granges du Galibier (monument Pantani), 1re catégorie (km 145) | 3. Les Granges du Galibier (monument Pantani), 1re catégorie (km 145) | 3. Les Granges du Galibier (monument Pantani), 1re catégorie (km 145) |
|                                                                       | Coureur                                                               | Pays                                                                  | Équipe                                                                |                                                                       | Point(s)                                                              |
| --------------------------------------------------------------------- | --------------------------------------------------------------------- | --------------------------------------------------------------------- | --------------------------------------------------------------------- | --------------------------------------------------------------------- | --------------------------------------------------------------------- |
| 1er                                                                   | Giovanni Visconti                                                     | Italie                                                                | Movisatar                                                             |                                                                       | 15                                                                    |
| 2e                                                                    | Carlos Betancur                                                       | Colombie                                                              | AG2R La Mondiale                                                      |                                                                       | 9                                                                     |
| 3e                                                                    | Przemysław Niemiec                                                    | Pologne                                                               | Lampre-Merida                                                         |                                                                       | 5                                                                     |
| 4e                                                                    | Rafał Majka                                                           | Pologne                                                               | Saxo-Tinkoff                                                          |                                                                       | 3                                                                     |
| 5e                                                                    | Fabio Duarte                                                          | Colombie                                                              | Colombia                                                              |                                                                       | 2                                                                     |
| 6e                                                                    | Michele Scarponi                                                      | Italie                                                                | Lampre-Merida                                                         |                                                                       | 1                                                                     |
| modifier                                                              |                                                                       |                                                                       |                                                                       |                                                                       |                                                                       |

### Classement à l'arrivée
| Classement de l'étape | Classement de l'étape | Classement de l'étape | Classement de l'étape     | Classement de l'étape | Classement de l'étape |
|                       | Coureur               | Pays                  | Équipe                    |                       | Temps                 |
| --------------------- | --------------------- | --------------------- | ------------------------- | --------------------- | --------------------- |
| Vainqueur             | Giovanni Visconti     | Italie                | Movistar                  | en                    | 4 h 40 min 48 s       |
| 2e                    | Carlos Betancur       | Colombie              | AG2R La Mondiale          | +                     | 42 s                  |
| 3e                    | Przemysław Niemiec    | Pologne               | Lampre-Merida             |                       | 42 s                  |
| 4e                    | Rafał Majka           | Pologne               | Saxo-Tinkoff              |                       | 42 s                  |
| 5e                    | Fabio Duarte          | Colombie              | Colombia                  |                       | 47 s                  |
| 6e                    | Michele Scarponi      | Italie                | Lampre-Merida             |                       | 54 s                  |
| 7e                    | Vincenzo Nibali       | Italie                | Astana                    |                       | 54 s                  |
| 8e                    | Cadel Evans           | Australie             | BMC Racing                |                       | 54 s                  |
| 9e                    | Mauro Santambrogio    | Italie                | Vini Fantini-Selle Italia |                       | 54 s                  |
| 10e                   | Rigoberto Urán        | Colombie              | Sky                       |                       | 54 s                  |
| modifier              |                       |                       |                           |                       |                       |

## Classements à l'issue de l'étape

### Classement général
| Classement général | Classement général | Classement général | Classement général        | Classement général | Classement général |
|                    | Coureur            | Pays               | Équipe                    |                    | Temps              |
| ------------------ | ------------------ | ------------------ | ------------------------- | ------------------ | ------------------ |
| 1er                | Vincenzo Nibali    | Italie             | Astana                    | en                 | 62 h 2 min 34 s    |
| 2e                 | Cadel Evans        | Australie          | BMC Racing                | +                  | 1 min 26 s         |
| 3e                 | Rigoberto Urán     | Colombie           | Sky                       |                    | 2 min 46 s         |
| 4e                 | Mauro Santambrogio | Italie             | Vini Fantini-Selle Italia |                    | 2 min 47 s         |
| 5e                 | Michele Scarponi   | Italie             | Lampre-Merida             |                    | 3 min 53 s         |
| 6e                 | Przemysław Niemiec | Pologne            | Lampre-Merida             |                    | 4 min 35 s         |
| 7e                 | Carlos Betancur    | Colombie           | AG2R La Mondiale          |                    | 5 min 15 s         |
| 8e                 | Rafał Majka        | Pologne            | Saxo-Tinkoff              |                    | 5 min 20 s         |
| 9e                 | Domenico Pozzovivo | Italie             | AG2R La Mondiale          |                    | 5 min 57 s         |
| 10e                | Beñat Intxausti    | Espagne            | Movistar                  |                    | 6 min 21 s         |
| modifier           |                    |                    |                           |                    |                    |

### Classement par points
| Classement par points | Classement par points | Classement par points | Classement par points     | Classement par points | Classement par points |
|                       | Coureur               | Pays                  | Équipe                    |                       | Point(s)              |
| --------------------- | --------------------- | --------------------- | ------------------------- | --------------------- | --------------------- |
| 1er                   | Mark Cavendish        | Grande-Bretagne       | Omega Pharma-Quick Step   |                       | 109                   |
| 2e                    | Cadel Evans           | Australie             | BMC Racing                |                       | 91                    |
| 3e                    | Mauro Santambrogio    | Italie                | Vini Fantini-Selle Italia |                       | 84                    |
| modifier              |                       |                       |                           |                       |                       |

### Classement du meilleur grimpeur
| Classement du meilleur grimpeur | Classement du meilleur grimpeur | Classement du meilleur grimpeur | Classement du meilleur grimpeur | Classement du meilleur grimpeur | Classement du meilleur grimpeur |
|                                 | Coureur                         | Pays                            | Équipe                          |                                 | Point(s)                        |
| ------------------------------- | ------------------------------- | ------------------------------- | ------------------------------- | ------------------------------- | ------------------------------- |
| 1er                             | Stefano Pirazzi                 | Italie                          | Bardiani Valvole-CSF Inox       |                                 | 65                              |
| 2e                              | Giovanni Visconti               | Italie                          | Movistar                        |                                 | 42                              |
| 3e                              | Robinson Chalapud               | Colombie                        | Colombia                        |                                 | 28                              |
| modifier                        |                                 |                                 |                                 |                                 |                                 |

### Classement du meilleur jeune
| Classement du meilleur jeune | Classement du meilleur jeune | Classement du meilleur jeune | Classement du meilleur jeune | Classement du meilleur jeune | Classement du meilleur jeune |
|                              | Coureur                      | Pays                         | Équipe                       |                              | Temps                        |
| ---------------------------- | ---------------------------- | ---------------------------- | ---------------------------- | ---------------------------- | ---------------------------- |
| 1er                          | Carlos Betancur              | Colombie                     | AG2R La Mondiale             | en                           | 62 h 7 min 49 s              |
| 2e                           | Rafał Majka                  | Pologne                      | Saxo-Tinkoff                 | +                            | 5 s                          |
| 3e                           | Wilco Kelderman              | Pays-Bas                     | Blanco                       |                              | 8 min 14 s                   |
| modifier                     |                              |                              |                              |                              |                              |

### Classements par équipes

#### Classement au temps
| Classement par équipes au temps | Classement par équipes au temps | Classement par équipes au temps | Classement par équipes au temps | Classement par équipes au temps |
|                                 | Équipes                         | Pays                            |                                 | Temps                           |
| ------------------------------- | ------------------------------- | ------------------------------- | ------------------------------- | ------------------------------- |
| 1re                             | Sky                             | Royaume-Uni                     | en                              | 185 h 45 min 6 s                |
| 2e                              | Blanco                          | Pays-Bas                        | +                               | 5 min 45 s                      |
| 3e                              | Lampre-Merida                   | Italie                          |                                 | 5 min 56 s                      |
| modifier                        |                                 |                                 |                                 |                                 |

#### Classement aux points
| Classement par équipes aux points | Classement par équipes aux points | Classement par équipes aux points | Classement par équipes aux points | Classement par équipes aux points |
|                                   | Équipes                           | Pays                              |                                   | Point(s)                          |
| --------------------------------- | --------------------------------- | --------------------------------- | --------------------------------- | --------------------------------- |
| 1re                               | Sky                               | Royaume-Uni                       |                                   | 205                               |
| 2e                                | BMC Racing                        | États-Unis                        |                                   | 195                               |
| 3e                                | AG2R La Mondiale                  | France                            |                                   | 192                               |
| modifier                          |                                   |                                   |                                   |                                   |

## Abandon
Aucun.